# Pachypanchax patriciae
Pachypanchax patriciae är en fiskart som beskrevs av Paul V. Loiselle 2006. Pachypanchax patriciae ingår i släktet Pachypanchax och familjen Aplocheilidae. Inga underarter finns listade i Catalogue of Life.